# Mykines
Mykines (en danés: Myggenæs) es la isla más occidental del archipiélago de las Islas Feroe (Dinamarca), situado en el Atlántico Norte. Es considerada como el paraíso de los ornitólogos por sus múltiples especies de aves (siendo los más numerosos los frailecillos y los alcatraces). En la isla se encuentra un único poblado, también llamado Mykines.
Debido a la situación tan inaccesible de la isla, la población ha estado emigrando a zonas mejor comunicadas, y actualmente sólo residen de forma permanente poco más de una docena de personas. Ello ha supuesto la falta de desarrollo y la desaparición del antiguo gobierno municipal. Sin embargo, durante la época estival, la población se incrementa con la llegada de muchos feroeses que ocupan las casas de sus antepasados.

## Etimología
El verdadero origen del nombre no es muy claro. De acuerdo a una antigua leyenda, su nombre significa "promontorio de estiércol" ("muc nes"). Otros explican su significado como proveniente de Mikið nes ("gran promontorio"), o bien de origen celta: muick-innes ("isla de los cerdos"). La última teoría podría referirse, más que a cerdos, a ciertas especies de cetáceos conocidos como muc-mhara ("cerdos marinos") en gaélico.

## Geografía

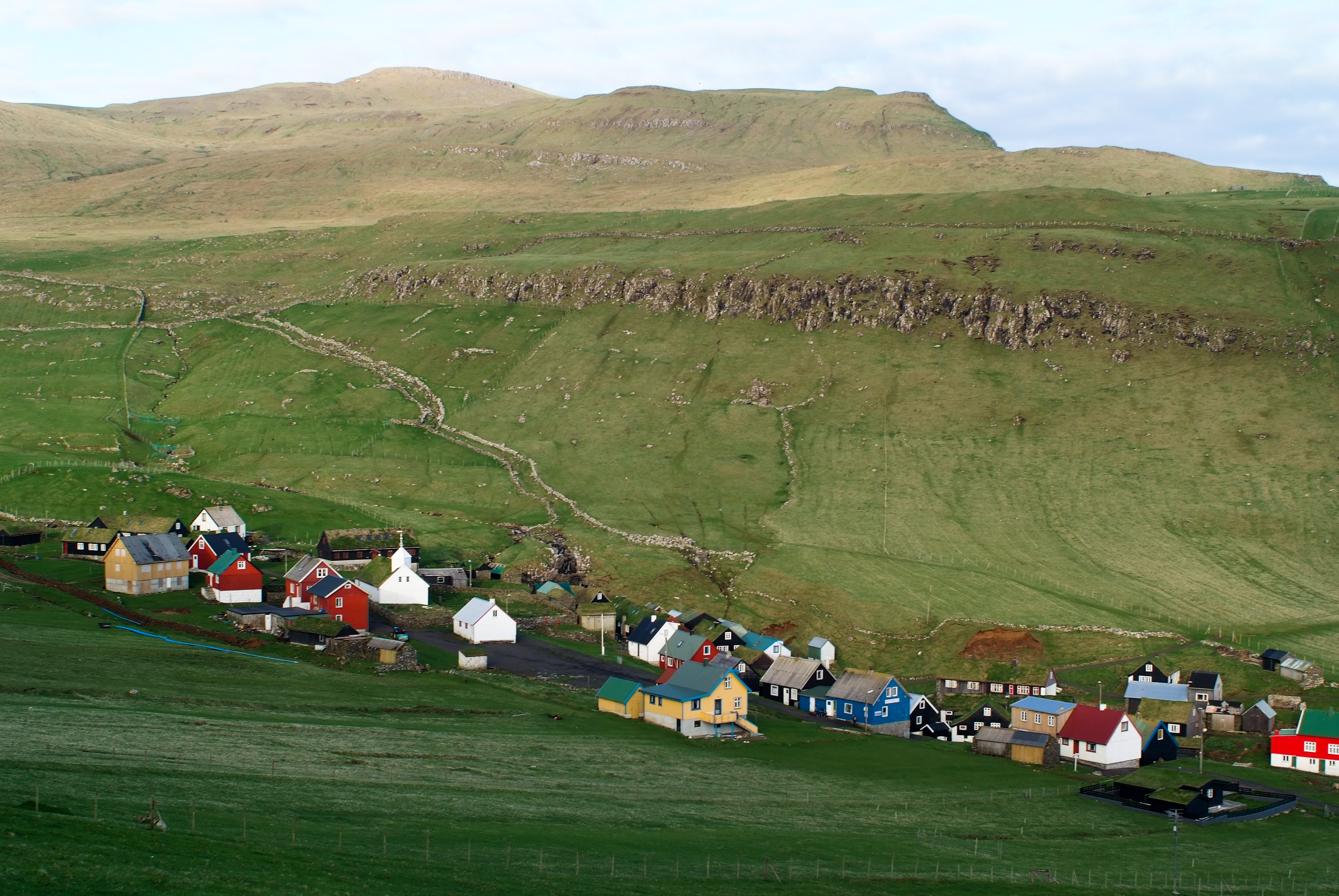
Vista parcial del pueblo de Mykines.

Mykines es una pequeña isla de poco más de 10 km², al occidente de la isla Vágar. Al occidente de Mykines se encuentra el islote conocido como Mykineshólmur o Holmgjógv, separado de la isla por un pequeño estrecho y unido a ella a través de un puente peatonal. En este islote se encuentra el faro de Mykines. 
Junto con Suðuroy, Mykines conserva las más antiguas capas de basalto del archipiélago feroés.
En la parte oriental de la isla hay dos grandes valles en forma de U que se abren hacia la costa: Borgardalur y Kálvadalur. Al norte se encuentra el pequeño valle de Korkadalur, donde hay columnas de basalto conocidas como el "bosque de piedra". El fondo de estos valles se encuentra en las montañas escarpadas del centro de la isla, donde se encuentra el monte Knúkur (560 m), la principal elevación de la isla. Desde aquí, hay una suave pendiente que desciende hasta la costa occidental, donde se encuentra el pueblo de Mykines.

## Fauna
En Mykines habitan varias decenas de miles de aves marinas, sobre todo frailecillos (Fratercula arctica), fulmares boreales (Fulmarus glacialis), paíños europeos (Hydrobates pelagicus) y gaviotas tridáctilas (Rissa tridactyla).
La liebre europea (Lepus timidus) es una especie introducida por los humanos que puebla las montañas y valles. Es muy probable que el ratón doméstico (Mus musculus) haya sido introducido desde fechas muy tempranas (posiblemente por monjes irlandeses), ya que existe una subespecie endémica, el ratón de Mykines (Mus musculus mykinessiensis). El pariente más cercano del ratón de Mykines era el hoy extinto ratón de San Kilda (Mus musculus muralis).

## Infraestructura
La mayor parte de la isla es inaccesible. El muelle se localiza al sur del pueblo, en una de las zonas menos escarpadas, desde donde zarpa el transbordador hacia Sørvágur. También hay un helipuerto, a donde llegan helicópteros que comunican Mykines con el aeropuerto de Vágar. Sin embargo, debido a los repentinos cambios de las condiciones meteorológicas, algunas veces la isla queda incomunicada.
No hay autos en Mykines, salvo algunos tractores para actividades agrícolas.
Hay escuela primaria y una casa de huéspedes llamada Kristianhus, que en su momento sirvió de estudio al célebre artista Sámal Joensen-Mikines.
La iglesia de Mykines fue construida en piedra en 1879 a finales del siglo XIX. Un sacerdote de la Iglesia de las Islas Feroe celebra misa esporádicamente.

## Historia

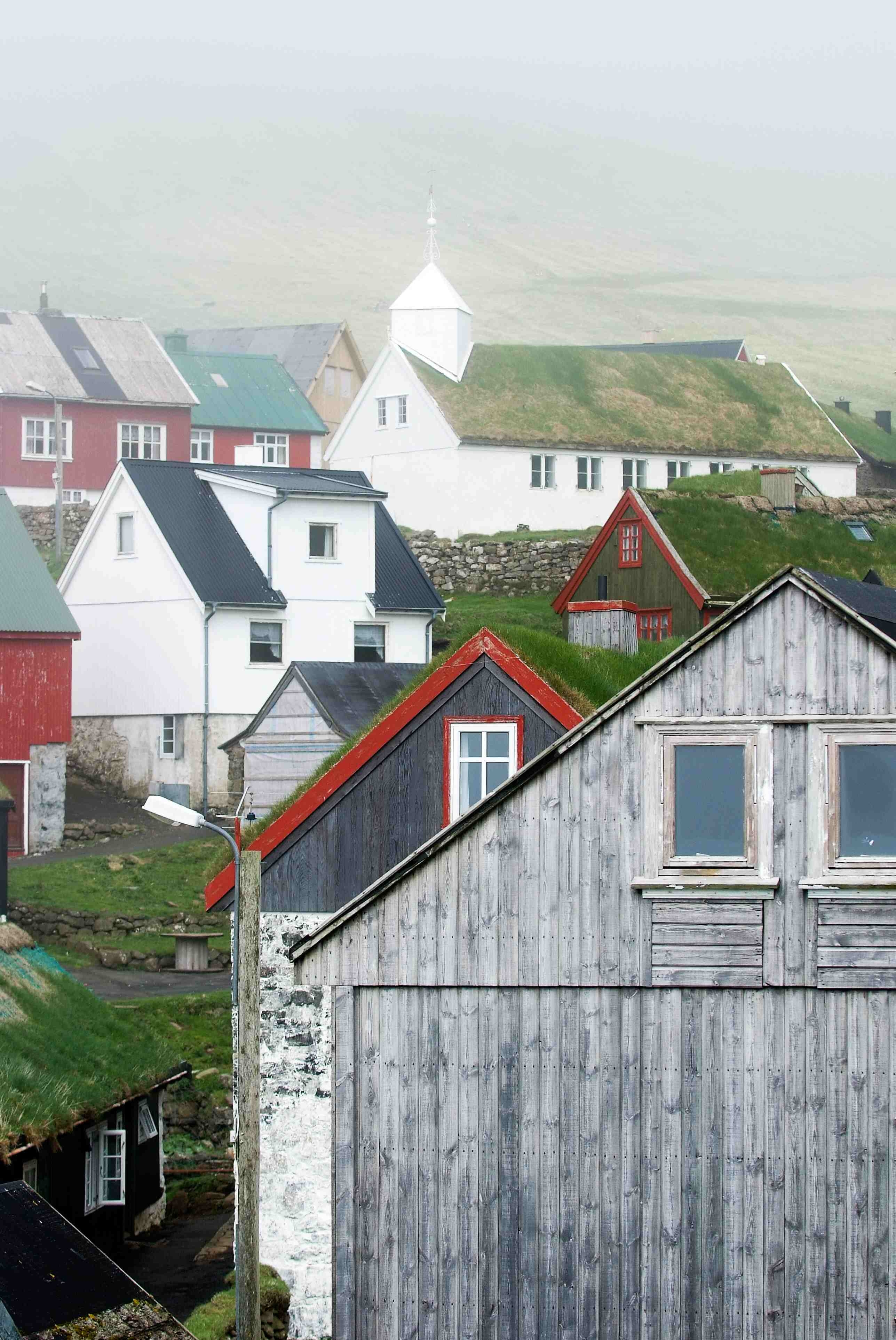
Aspecto del pueblo de Mykines.

Por análisis de granos de polen, se descubrió que en el año 625 ya había polen de cebada y avena en Mykines, lo que sugiere que estas plantas pudieron haber sido introducidas por personas que habitaron las islas en esa fecha tan temprana.
En 1595, todos los hombres trabajadores de Mykines (entre 200 y 300 hombres) murieron a bordo de cinco embarcaciones al desatarse una repentina tormenta.
En 1667 el barco holandés Walcheren naufraga en las costas de la isla, y los lugareños se adueñan de su carga.
En 1909 se construyó el faro del islote de Mykines y se inauguró el primer puente entre éste y la isla. En 1928 se instala un radiofaro en Mykines, lo que hace posible la radionavegación por primera vez. En ese mismo año la isla inaugura su servicio telefónico.
Los británicos, que ocuparon las Feroe durante la Segunda Guerra Mundial, construyeron un radar en Mykines en el año 1942.
En 1970 un vuelo procedente de Bergen, Noruega, con destino al aeropuerto de Vágar, se estrelló en Mykines. De los 34 pasajeros, 8 perdieron la vida. En la iglesia del pueblo hay un monumento en honor de los fallecidos.
Las calles y caminos de la isla permanecieron sin asfaltar hasta 1990. 
Mykines formó su propio municipio en 1911, cuando se separó del municipio de Vágar, que incluía para ese entonces toda la isla homónima. El municipio quedó disuelto en 2005, cuando Mykines quedó integrada al municipio de Sørvágur.

## Personas célebres
- Sámal Joensen-Mikines (1906-1979). Uno de los más destacados pintores feroeses.